# Długi Staw Staroleśny
Długi Staw Staroleśny lub po prostu Długi Staw, dawniej nazywany był także Podługowatym Stawem (słow. Dlhé pleso, Dlhé pleso Studenovodské, dawniej Podluhovaté jazero, niem. Langer See, Genersich-See, węg. Hosszú-tó, nagy-tar-pataki Hosszú-tó) – staw położony na wysokości 1886 m n.p.m., w Dolinie Staroleśnej, w słowackich Tatrach Wysokich, jeden z grupy 27 Staroleśnych Stawów. Nazwa pochodzi od podłużnego kształtu stawu. Znajduje się w kotlinie nazywanej Długą Kotliną, u północnych zboczy szczytu Skrajnej Nowoleśnej Turni (2358 m) i zasypywany jest osuwającymi się spod niej piargami. Staw mierzony był w latach 1931–1932 przez Józefa Szaflarskiego. Według jego pomiarów staw miał powierzchnię 1,124 ha, rozmiary 274 × 60 m i głębokość 7,2 m. Pomiary pracowników TANAP-u z lat 60. XX w. wykazują, że ma on powierzchnię 1,60 ha, wymiary 274 × 53 m i głębokość ok. 6,8 m.
Nazwa niemiecka Genersich-See upamiętnia Christiana Genersicha lub jego brata Samuela Genersicha.

## Szlaki turystyczne
– niebieski szlak znad Wodospadów Zimnej Wody i Rainerowej Chatki biegnie wzdłuż Staroleśnego Potoku, potem obok Długiego Stawu Staroleśnego i wiedzie do Schroniska Zbójnickiego i dalej na Rohatkę.
- Czas przejścia od Rainerowej Chatki do schroniska: 2:15 h, ↓ 1:45 h
- Czas przejścia od schroniska na przełęcz: 1:15 h, ↓ 55 min

## Bibliografia

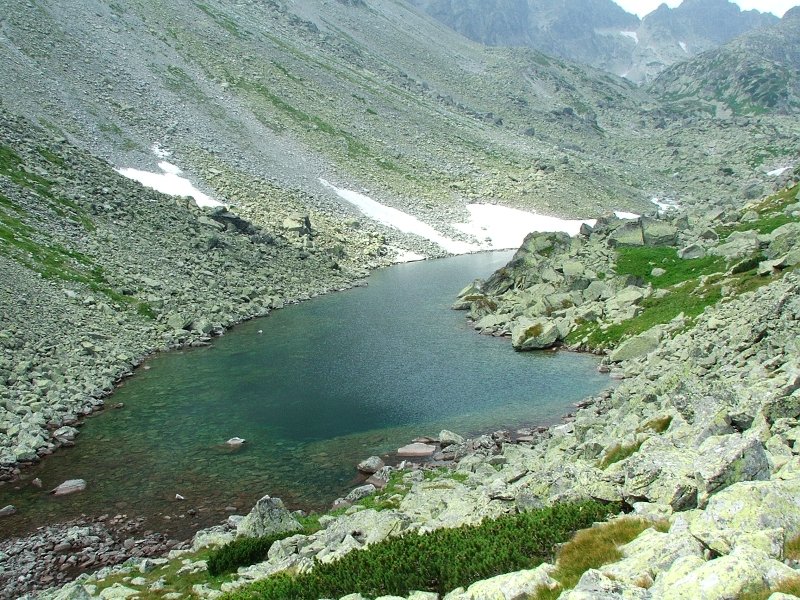
Długi Staw od dolnej strony